# Bagrat II Bagratouni
Pour les articles homonymes, voir Bagrat.
Bagrat II Bagratouni (en arménien Բագրատ Բ Բագրատունի ; mort après 851) est un prince arménien de la famille des Bagratides, prince de Taron de 826 à 851 et prince des princes d'Arménie de 830 à 851.

## Biographie
Bagrat est le fils aîné d'Achot IV, prince des princes d'Arménie.
À la mort de son père, en 826, il partage les biens de celui-ci avec son frère Smbat VIII Bagratouni. Bagrat reçoit le Taron, le Khoïth et le Sassoun, c'est-à-dire la haute vallée de l'Euphrate, et Smbat l'Araxe et le titre de sparapet (généralissime). En 830, il est nommé prince des princes d'Arménie par le calife abbasside Al-Mâ'mûn. Mais les Arméniens supportent mal la domination arabe, et Smbat parvient à faire révoquer le gouverneur arabe en 840 ; toute l'Arménie se révolte de 842 à 847. Bagrat s'allie avec son neveu Achot Arçrouni, prince de Vaspourakan. Le calife Jafar al-Mutawakkil envoie son lieutenant Yousouf qui réussit à intimider Achot Arçrouni et à capturer Bagrat par ruse.
Bagrat est envoyé à la cour abbasside où il est obligé d'apostasier sa religion et de se convertir à l'islam. Cependant, le calife ne lui accorde pas pour autant la liberté, et il finit ses jours en captivité.

## Postérité
D'une épouse inconnue, il a pour enfants :
- Achot (ca) (° v. 835, † 878), prince de Taron de 858 à 878 ;
- Davith (° v. 840, † 895), prince de Taron de 878 à 895 ;
- Tornik.